# Большой Колчим
Большой Колчим — река в России, протекает в Красновишерском районе Пермского края. Устье реки находится в 136 км по левому берегу реки Вишера. Длина реки составляет 25 км.
Исток реки на Полюдовом Кряже на западных склонах горы Помяненный (Колчимский) Камень (781 м НУМ). Течёт преимущественно на северо-запад, течение проходит среди холмов, покрытых елово-берёзовой тайгой. Характер течения — горный. В среднем течении на реке деревня Чурочная. Притоки — Чурочная, Фефлова (оба — правые). Впадает в Вишеру напротив посёлка Вишерогорск. В нижнем течении на реке цепочка плотин, образующих запруды.

## Данные водного реестра
По данным государственного водного реестра России относится к Камскому бассейновому округу, водохозяйственный участок реки — Кама от водомерного поста у села Бондюг до города Березники, речной подбассейн реки — бассейны притоков Камы до впадения Белой. Речной бассейн реки — Кама.
По данным геоинформационной системы водохозяйственного районирования территории РФ, подготовленной Федеральным агентством водных ресурсов:
- Код водного объекта в государственном водном реестре — 10010100212111100004808
- Код по гидрологической изученности (ГИ) — 111100480
- Код бассейна — 10.01.01.002
- Номер тома по ГИ — 11
- Выпуск по ГИ — 1